# Ahmet Tevfik Pacha
Ahmet Tevfik Pacha (turc ottoman : احمد توفیق پاشا), devenu Ahmet Tevfik Okday avec la loi sur les noms de famille, né le 11 février 1845 à Constantinople et mort le 8 octobre 1936 à Istanbul (Turquie) est un militaire, diplomate et homme d'État ottoman ayant exercé à trois reprises la fonction de grand vizir, une charge abolie en 1922 durant l'occupation alliée de Constantinople et dont il est le dernier titulaire.